# 漣川警察署
漣川警察署（ヨンチョンけいさつしょ）は、京畿北部地方警察庁所管の警察署である。

## 管轄区域
- 漣川郡

## 沿革
- 1945年10月21日 -国立警察開設とともに、京畿道警察部傘下の警察署として開所。

## 管轄派出所
- 全谷派出所
- 青山派出所
- 百鶴派出所
- 漣川派出所
- 新西派出所
- 郡南派出所
- 旺澄派出所